# بلدة كروكيري (ميشيغان)
كروكيري (بالإنجليزية: Crockery Township, Michigan)‏ هي بلدة تقع بولاية ميشيغان في الولايات المتحدة. تبلغ مساحتها 86.4 (كم²)، وترتفع عن سطح البحر 198 م، بلغ عدد سكانها 3960 نسمة في عام تعداد الولايات المتحدة 2010 حسب إحصاء مكتب تعداد الولايات المتحدة .

## وصلات خارجية
- The US50 - Cities and Towns in Michigan State
- Michigan Cities and Towns, Facts, Map, Flag, Colleges, Government, and More